# Porsarp
Porsarp är en liten by i Lysings härad, Ödeshögs kommun, Östergötland.
Byn består av tre gårdar på tillsammans 3/4 mantal och med en areal av 64 ha. Byn gränsar i norr till Narbäck, i öster till Lakarp, i söder till Norra Kärr och Kleven som ligger i Småland.

## Skiften
Porseryd har kartlagts vid fyra tillfällen. Den första gången var en geometrisk ägoavmätning 1639 i samband med en gränstvist med Lakarp och Narbäck.
Andra gången var vid en arealavmätning 1694.
Tredje gången var vid storskiftet 1786 och fjärde gången vid laga skiftet 1840.

## Torp

### Soldattorp
I Porsarp har funnits ett soldattorp. Här har bott indelta soldater sedan 1680-talet och fram till omkring år 1906. Den första soldaten var Per Bengtsson Pärra, som rymde 1685.
Vid generalmönstring med Första Livgrenadjärregementet på Malmen 18 juni 1806 fick Jonas Porselin, 45 år, från Porsarp, avsked som livgrenadjär.

### Lidholms torp
Torpet låg högt och vackert med utsikt över Vättern Det är uppkallat efter Gustaf Lidholm som bosatte sig där 1859. Lidholm lät avstycka marken och den blev en egen gård, omfattande 3/28 mantal, senare 73/728 mantal.

### Lilla Lyckan
Lilla Lyckan var egna hus som uppförts på soldattorpets mark. De bör ha varit vad som idag betecknas som byggnad på ofri grund. Här bodde troligen en av soldaterna, Samuel Palm, sedan han tjänat ut.

## Historik
Porsarp hörde vid mitten av 1600-talet till Brahes grevskap. Sedan ägdes det av släkten Ribbing och gick därefter till kronan. Porsarp skatteköptes 29/5 1759.

## Holavedsvägen
Västra Holavedsvägen, som utgjorde en del av den gamla landsvägen mellan Östergötland och Småland gick genom byn. Här har alltså kungar passerat på sin Eriksgata.

## Gränsby
Porsarp var en by vid gränsen mot Småland.
Vid ting i Gränna 1657 kunde Bengt i Havrekullen berätta att gränsen hade sedan länge följt Narbäcken (Stavbäcken), över Tykaberg, Blåhallsberget, Rösten, Seglarö och Bråtaro.
Tykaberg var ett berg på Porsarps ägor, Blåhall låg vid Gyllingesjön, eller Stavsjön.